# 利皮尼 (杜納伊夫齊區)
48°45′52″N 26°55′35″E / 48.76444°N 26.92639°E
利皮尼（烏克蘭語：Ліпини）是位於烏克蘭西部赫梅利尼茨基州裏卡緬涅茨-波多利斯基區的杜納伊夫齊市鎮的村莊，面積0.9平方公里，海拔高度273米，2001年人口112，人口密度每平方公里124.9人。